# Canal Digital
Canal Digital (da non confondere con la pay tv olandese CanalDigitaal), è stata una televisione a pagamento scandinava disponibile via satellite, via cavo, e sul digitale terrestre, appartenente alla compagnia di telecomunicazione norvegese Telenor.
Questa pay tv è stata lanciata nel marzo 1997. Nel 2020 Canal Digital ha costituito una joint venture con Viasat per formare la società Allente e tale fusione è avvenuta il 13 aprile 2021.

## Televisione satellitare

### Canali televisivi danesi
| - DR1 - DR2 - DR Update - TV 2 - TV 2 Zulu - TV 2 Charlie - TV 2 Film - TV 2 Film HD | - Kanal 4 - Kanal 5 - Kanal 5 HD - 6'eren - DK4 - Canal 9 | - 24 Nordjyske - Dantoto Racing - MTV - Discovery Channel - The Voice TV |

### Canali televisivi finlandesi
| - YLE TV1 - YLE TV2 - YLE FST5 - YLE Teema | - Nelonen - Nelonen HD - JIM - KinoTV - Liv - Nelonen Sport | - MTV3 - Sub - MTV - Discovery Channel - The Voice TV |

### Canali televisivi norvegesi
| - NRK1 - NRK1 HD - NRK2 - NRK3 - NRK Super - TV3 - Viasat4 | - TV 2 - TV 2 HD - TV2 Zebra - TV2 Filmkanalen - TV2 Nyhetskanalen - TV2 Sport (PPV) | - TV Norge - TV Norge HD - FEM - Rikstoto Direkte - MTV - Discovery Channel - The Voice TV - Visjon Norge |

### Canali televisivi svedesi
| - SVT1 - SVT2 - SVT24 - SVTB - Kunskapskanalen - SVT HD | - TV4 - TV4 Plus - TV4 Film - TV400 - TV4 Fakta - TV4 Guld - TV4 Komedi - TV4 Science fiction - TV4 Sport - TV4 HD | - TV3 - Kanal 5 - TV7 - TV8 - Kanal 9 - MTV - Comedy Central - Discovery Channel - The Voice TV |

### Canali televisivi transnazionali
| - Adult Channel - Al Jazeera English - Animal Planet - Animal Planet HD - BBC Entertainment - BBC HD - BBC Knowledge - BBC Lifestyle - BBC World News - Boomerang - Bloomberg TV - Cartoon Network - Canal+ First - Canal+ Hits - Canal+ Action - Canal+ Comedy - Canal+ Drama - Canal+ Film HD - Canal+ Sport 1 - Canal+ Sport 2 - Canal+ Sport Extra - Canal+ Sport HD | - CCTV-9 - CNBC Nordic - CNN International - Discovery World - Discovery HD - Discovery Science - Discovery Travel & Living - Disney Channel - Disney XD - ESPN America - ESPN America HD - ESPN Classic - Eurosport - Eurosport 2 - Eurosport HD - Extreme Sports Channel - Gospel Channel Europe - Hallmark Channel - History - History HD - Lifestyle TV - Motors TV | - National Geographic Channel - National Geographic Channel HD - Playhouse Disney - The Poker Channel - Sky News International - Silver - Silver HD - Showtime - Star! - Toon Disney - Travel Channel - Turner Classic Movies - TV Finland - tvins - Voom HD - VH1 - VH1 Classic |

## Televisione digitale terrestre
- Discovery Channel
- Disney Channel
- Kino TV
- MTV Finland
- Canal+ Film 1
- Canal+ Film 2
- Canal+ Sport 1
- Canal+ Sport 2
- Canal 69